# Сяйво падає з небес
«Сяйво падає з небес» (англ. Brightness Falls from the Air) — науково-фантастичний роман Джеймса Тіптрі-молодшого, події якого розгортаються у тому ж вигаданому всесвіті, що й збірна «Зоряний рифт» 1986 року.

## Сюжет
У романі, який порівнювали із містичним вбивством у заміському будинку, роман розповідає історію шістнадцяти людей, які опиняються на ізольованій планеті Дамієм, щоб стати свідком приходу «нового фронту» з «Мертвої Зірки»: на сторінках книги розкривається правда про мотиви цих туристів, знищення зірки та розкрита причина ізоляції Дамієма.

## Відгуки
Два романи Тіптрі отримали менше уваги, ніж її оповідання: «Енциклопедія наукової фантастики» стверджує, що Тіптрі менше контролювала власні почуття, також вона критикує «моменти явної сентиментальності» та «надмірність загравання» в «Сяйво падає з небес». Біограф Тіптрі, Джулі Філліпс, вважала, що перебільшена умовність цього роману — це відповідь на критику Альгіса Будріса щодо її сюжетів, яку Філліпс вважає, що письменниця брала занадто близько до серця.
Грем Слейт, дописувач журналу «Локус», не погоджується з аспектами оцінки роману Філліпс та Клюта, стверджуючи, що робота Тіптрі після розкриття її особистості не отримала належної уваги. Хоча він класифікує «Сяйво падає з небес» як мелодрама, водночас стверджує, що роман володіє «надзвичайною силою», а Тіптрі «демонструє у цій книзі уважність до інших питань, вочевидь до візуальних, яких немає в жодному іншому творі».
Японський переклад, виданий «Hayakawa Publishing», отримав премію Сейун 2008 року за найкращий зарубіжний роман.